# Wintermärchen (1992)
Wintermärchen (Originaltitel: Conte d’hiver) ist ein französischer Film aus dem Jahre 1992. Regie führte Éric Rohmer. Der Film ist der zweite Beitrag zu Rohmers Jahreszeiten-Tetralogie, die neben Wintermärchen aus den Filmen Frühlingserzählung (1990), Sommer (1996) und Herbstgeschichte (1998) besteht. Die Hauptfigur ist eine junge Mutter, die zwischen zwei Männern steht, doch auf die Rückkehr eines dritten wartet. Wintermärchen wurde auf der Berlinale 1992 gezeigt und mit dem FIPRESCI-Preis ausgezeichnet.

## Handlung
Während eines Urlaubs in der Bretagne verliebt sich Félicie in Charles. Beim Austausch ihrer Adresse unterläuft ihr jedoch ein Missgeschick, sodass sich die beiden nicht wiederfinden können.
Fünf Jahre später im Winter: Félicie arbeitet als Friseurin in einem Pariser Vorort und ist inzwischen alleinerziehende Mutter einer Tochter, deren Vater Charles ist. Die beiden leben bei Félicies Mutter. Félicie ist auf der Suche nach einem neuen Partner, mit dem sie eine Familie aufbauen kann, obwohl sie eigentlich immer noch auf ein Wiedersehen mit Charles hofft. Sie ist zwischen ihrem Chef Maxence und dem Bibliothekar Loïc hin- und hergerissen.
Maxence bietet sich die Gelegenheit, in Nevers einen eigenen Salon zu eröffnen, und Félicie entscheidet sich, mit ihm zu gehen. Noch am Weihnachtsabend packt sie ihre Sachen für den Umzug. Aber kaum im Alltag in Nevers angekommen, muss sie feststellen, dass sich die Erziehung ihrer Tochter Elise und die Mitleitung des Friseursalons nur schwer vereinbaren lassen. Außerdem merkt sie, dass sie Maxence nicht „liebt wie verrückt“. In einer Kirche kommt ihr der Sinneswandel, dass sie auf die unwahrscheinliche Wiederkehr von Charles warten sollte. Sie verlässt Maxence daher und kehrt nach Paris zurück.
Nach ihrer Rückkehr trifft sie sich wieder mit Loïc, der sich Hoffnungen auf eine gemeinsame Zukunft macht. Félicie mag ihn als Freund, findet ihn allerdings zu intellektuell. Die beiden besuchen eine Vorstellung von Shakespeares Wintermärchen, dessen Handlung Félicie an ihr eigenes Warten auf Charles erinnert.
An Silvester begegnet sie Charles plötzlich in einem Autobus. Zunächst will Félicie aussteigen, da Charles in Begleitung einer Frau ist, aber diese stellt sich bloß als Freundin heraus. Charles begegnet erstmals seiner Tochter und will sofort die Beziehung mit Félicie fortführen. Zum Schluss nimmt er an der kleinen Silvesterfeier mit Félicies Familie teil.

## Hintergrund
Wintermärchen ist der zweite Teil von Rohmers Filmzyklus Erzählungen der vier Jahreszeiten (Contes des quatre saisons), der weiterhin die Filme Frühlingserzählung (Conte de printemps, 1990), Sommer (Conte d'été, 1996) und Herbstgeschichte (Conte d’automne, 1998) enthält. Der Titel verweist auf Shakespeares Theaterstück Das Wintermärchen. Rohmer war sehr ergriffen von einer BBC-Produktion Mitte der 1980er Jahre, insbesondere von der abschließenden Verwandlung einer Statue in die vermeintlich verstorbene Geliebte. Shakespeares Theaterstück, das im Film auch aufgeführt wird, spiegelt das Schicksal seiner Protagonistin, die ebenfalls glaubt, ihren Geliebten verloren zu haben und ihn mit neu erwecktem Glauben wiederfindet. Für den Katholiken Rohmer war Wintermärchen einer der wenigen Filme, in denen er explizit auf seinen Glauben Bezug nahm. Weitere Bezüge gibt es auf Platons Theorie der Anamnesis, des Wissens um Dinge vor der eigenen Existenz, sowie aus dem Mund des belesenen Bibliothekars auf Victor Hugo und Blaise Pascal.
Bereits ein knappes Vierteljahrhundert zuvor hatte Rohmer mit Meine Nacht bei Maud (1969) einen Film gedreht, der im Winter spielt, um die Weihnachtszeit, und in dem der Besuch einer Kirche zu einer Art Offenbarung führt. Er thematisiert die Pascalsche Wette, Pascals Argument, dass die „Wette“, an Gott zu glauben, allein deshalb dem Unglauben vorzuziehen sei, weil der mögliche Gewinn ungleich größer wäre. Rohmer bezog dieses theologische Argument auf die Liebe. Auch in Wintermärchen geht Félicie eine solche Wette ein, indem sie auf die Wiederkehr des verschwundenen Geliebten setzt anstatt auf eine der beiden naheliegenden Optionen, die Beziehung zu einem Mann, den sie nicht im gleichen Maße liebt. Sie trifft eine Wahl, bei der ihr das Schicksal günstig gesonnen ist, ihr freier Wille verbindet sich mit der Vorherbestimmung. Rohmer beschrieb die Philosophie hinter seinen Filmen: „Um wirklich zu gelingen, muss ein Film auf seinem Entstehungsweg etwas finden, was ihm wesentlich ist. Dabei muss man immer dem Zufall und dem Unvorhergesehenen einen Spielraum lassen. Zudem muss man darauf vertrauen, dass es nur glückliche Zufälle geben wird. […] Alles in meinen Filmen ist zufällig – bis auf den Zufall selbst.“
Rohmer trug sich einige Jahre mit der Idee zu Wintermärchen, bis er 1989 in Charlotte Véry die Schauspielerin fand, die das Szenario für ihn mit Leben füllte. Wie häufig bei Rohmer war es eine junge Schauspielerin, die ihn angeschrieben hatte, in der Hoffnung, mit ihm zusammenzuarbeiten. Dem folgten mehrere Monate regelmäßiger Treffen, in denen Rohmer Schauspielerin und Figur mehr und mehr in Einklang brachte. Im Fall Véry waren es neben ihrer Fröhlichkeit und Entschlossenheit gerade auch gewisse sprachliche Schnitzer, die Rohmers Aufmerksamkeit weckten und die er in die Dialoge übernahm, weil sie seinen Vorstellungen von christlicher Reinheit und Bescheidenheit entsprachen. Er richtete seine Figur an der Biografie der Schauspielerin aus (aus einer Maskenbildnerin wurde eine Friseuse), ließ sie die männlichen Schauspieler für die Rollen von Loïc und Maxence auswählen (auch wenn Michel Voletti eher wie eine Karikatur eines Friseurs wirkte) und das Filmplakat gestalten (eine naive Darstellung von Mutter und Tochter in einem Sturm).
Gerade, weil die Handlung von Wintermärchen um den Glauben kreist und am Ende ein märchenhaftes Wunder geschieht, gab sich Rohmer besondere Mühe, die Geschichte zu plausibilisieren. Dies ging so weit, dass er, um den Ausgangspunkt einer Adressverwechslung zu überprüfen, Briefe an eine falsche Adresse verschickte, um herauszufinden, ob sie tatsächlich als unzustellbar retourniert wurden. Auch an anderen Stellen wird der Film überdeutlich, um dem Zuschauer die Handlung zu erklären, etwa wenn bei der Liebesszene, bei der die Tochter gezeugt wird, von Unvorsichtigkeit die Rede ist oder wenn die Vorstellung der Stadt Levallois Félicies Irrtum hervorhebt. Auf den Einwand von Alain Bergala, dass Hitchcock nicht solche Skrupel gehabt hätte, entgegnete Rohmer: „Was ich zeigen wollte, […] ist, dass etwas, was man als unglaubwürdig ansehen kann, es am Ende nicht ist und sogar wahr sein kann.“ Hingegen musste er, ganz entgegen seinen Vorlieben, die Realität in seine Filme hineinspielen zu lassen, bei einer Schlüsselszene, der Busfahrt, in der Félicie Charles wiedertrifft, tricksen und sie mit einem gemieteten Bus und Statisten drehen, weil zufällige Fahrgäste den logischen Anschluss der Szenen gestört hätten.
Der Prolog des Films, der sommerliche Liebesurlaub von Félicie und Charles, wurde im Juni 1989 auf der Île-aux-Moines in der Bretagne gedreht, der Rest des Films im folgenden Winter, unter anderem in Paris und Nevers. Gedreht auf grobkörnigem 16-mm-Film bemühte sich Rohmer um besonders alltägliche und banale Kulissen, so dass Kritiker wie Jean Roy in L’Humanité sich über die „uniforme Hässlichkeit“ beschwerten. Zur Untermalung des Prologs schrieb Rohmer ein sentimentales Musikstück, das an billige Videoclips erinnert. Bewusst überging er den professionellen Komponisten Jean-Louis Valero, der üblicherweise die Musik zu Rohmers Filmen beisteuerte, arbeitete das Stück mit seiner Filmeditorin Mary Stephen aus und ließ es amateurhaft auf einem billigen Klavier einspielen, als sei es Félicie selbst, die sich beim Klavierspiel an ihren verlorenen Geliebten erinnert. In den Credits verwendete er für die Musik das Pseudonym Sébastien Erms. Während der Vorname auf Johann Sebastian Bach verweist, ist der Nachname ein Akronym von Éric Rohmer und Mary Stephen – oder auch von Éric Rohmer und Maurice Schérer (Rohmers eigentlichem Namen).

## Rezeption
Wintermärchen fand beim Publikum keinen großen Zuspruch und blieb der am wenigsten erfolgreichste Film des Zyklus. In Paris wurden rund 90.000 Kinobesucher gezählt. Die Kritik war allgemein positiv. Roger Ebert gab dem Film vier von vier Punkten und schrieb: „Zu unserem Erstaunen finden wir, dass der Zweck des Wintermärchens nicht darin liegt, zu bestimmen, ob Felicie ihre Liebe findet, sondern zu erforschen, ob Vertrauen und Glaube unsere Schicksale beeinflussen kann.“
Der Filmdienst vergab einen Kinotipp der Katholischen Filmkritik und urteilte: „Der zweite Film aus dem Zyklus ‚Vier Jahreszeiten‘ handelt in gewohnt leichter und dialogbetonter Weise von Rohmers Generalthema – den Bedingungen der Liebe und der Liebe als Voraussetzung des Glücks. Kunstvoll konstruiert, aber gleichermaßen wirklichkeitsnah.“
Andreas Kilb beschrieb Wintermärchen in der Zeit als „Theaterfilm“, in dem wie immer bei Rohmer viel geredet werde: „über Pascal und Plato, über Karma und Wiedergeburt“. Die Figuren seien dabei „wie Gefangene in ihren Fesseln. Sie erzählen alles und erklären nichts. Aber je banaler die Gespräche werden, desto genauer schaut die Kamera zu.“ Sie fange Félicies Unsicherheit und Verzweiflung ein und ziehe sich dann scheu wieder zurück. „Es ist ein Spiel, bei dem jede Einstellung gewinnt.“

## DVD
Éric Rohmer: Erzählungen der vier Jahreszeiten; darin DVD 2: französische Originalfassung (wahlweise mit deutschen Untertiteln) und deutsch synchronisierte Fassung; enthält als Extra außerdem den ca. zehnminütigen Film Éric Rohmer parle de ses films (französisch mit deutschen Untertiteln). Arthaus, 2020.